# Diez Brandi

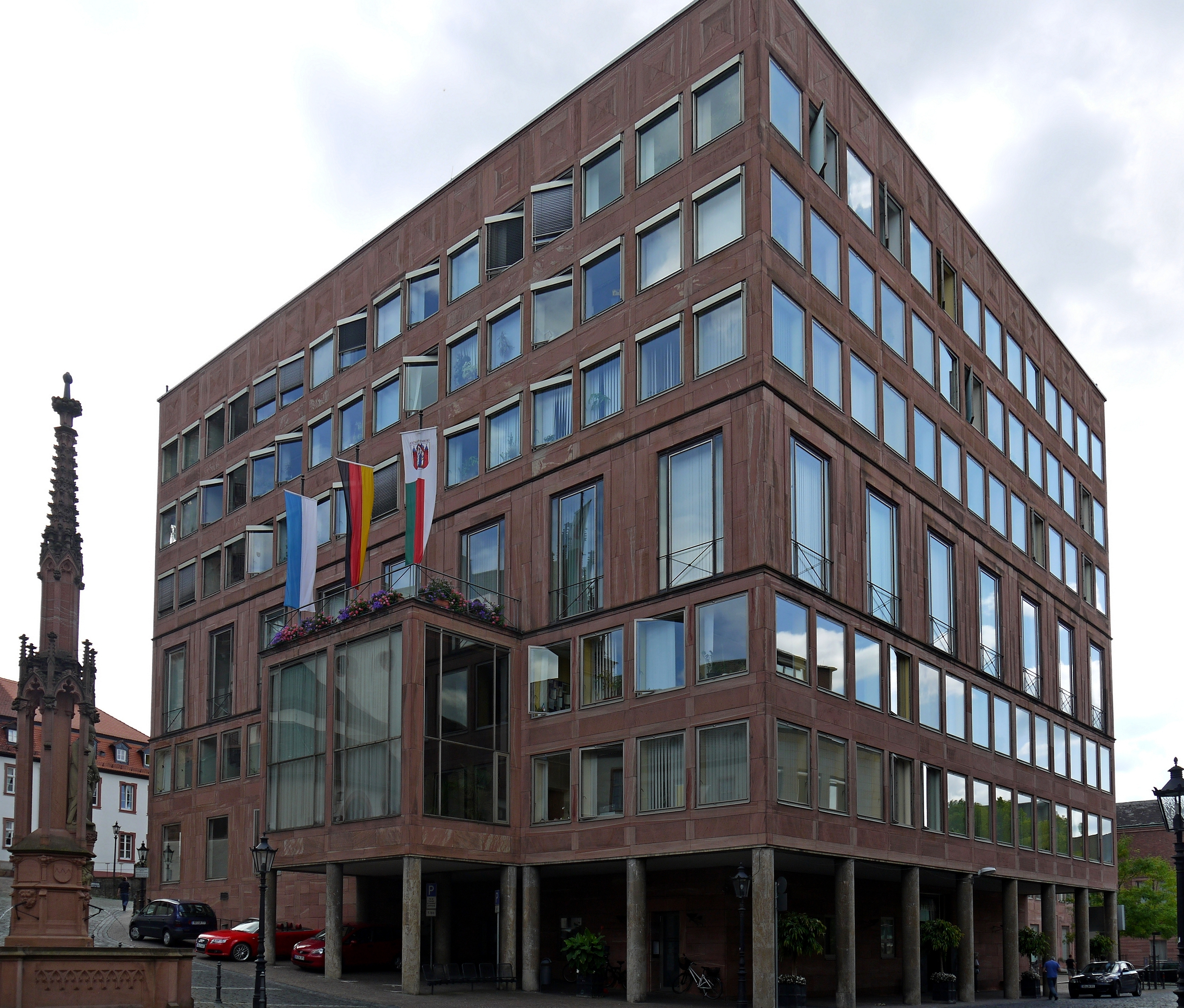
Rathaus Aschaffenburg, erbaut 1956–58 (Aufnahme 2013)

Paul Dietrich „Diez“ Brandi (* 30. März 1901 in Marburg; † 5. Mai 1985 in Göttingen) war ein deutscher Architekt.

## Leben und Wirken
Diez Brandi ist der Sohn des Historikers Karl Brandi und Vater des Architekten Jochen Brandi.
Nach einer Möbeltischlerlehre in Göttingen und einem Praktikum im Baubüro von Georg Metzendorf in Essen studierte Diez Brandi von 1922 bis 1926 Architektur an der Technischen Hochschule Stuttgart, unter anderem bei Paul Bonatz und Paul Schmitthenner, bei Letzterem legte er 1926 sein Diplom ab. Kurzzeitig war er auch in den Büros von Heinrich Straumer, Paul Mebes und Georg Steinmetz in Berlin sowie German Bestelmeyer in München tätig. 1930 folgte die Gründung eines Architekturbüros in Berlin. Sein erstes als Architekt verantwortetes Projekt war die 1930–35 erbaute evangelische Emmaus-Kirche in Berlin-Zehlendorf.

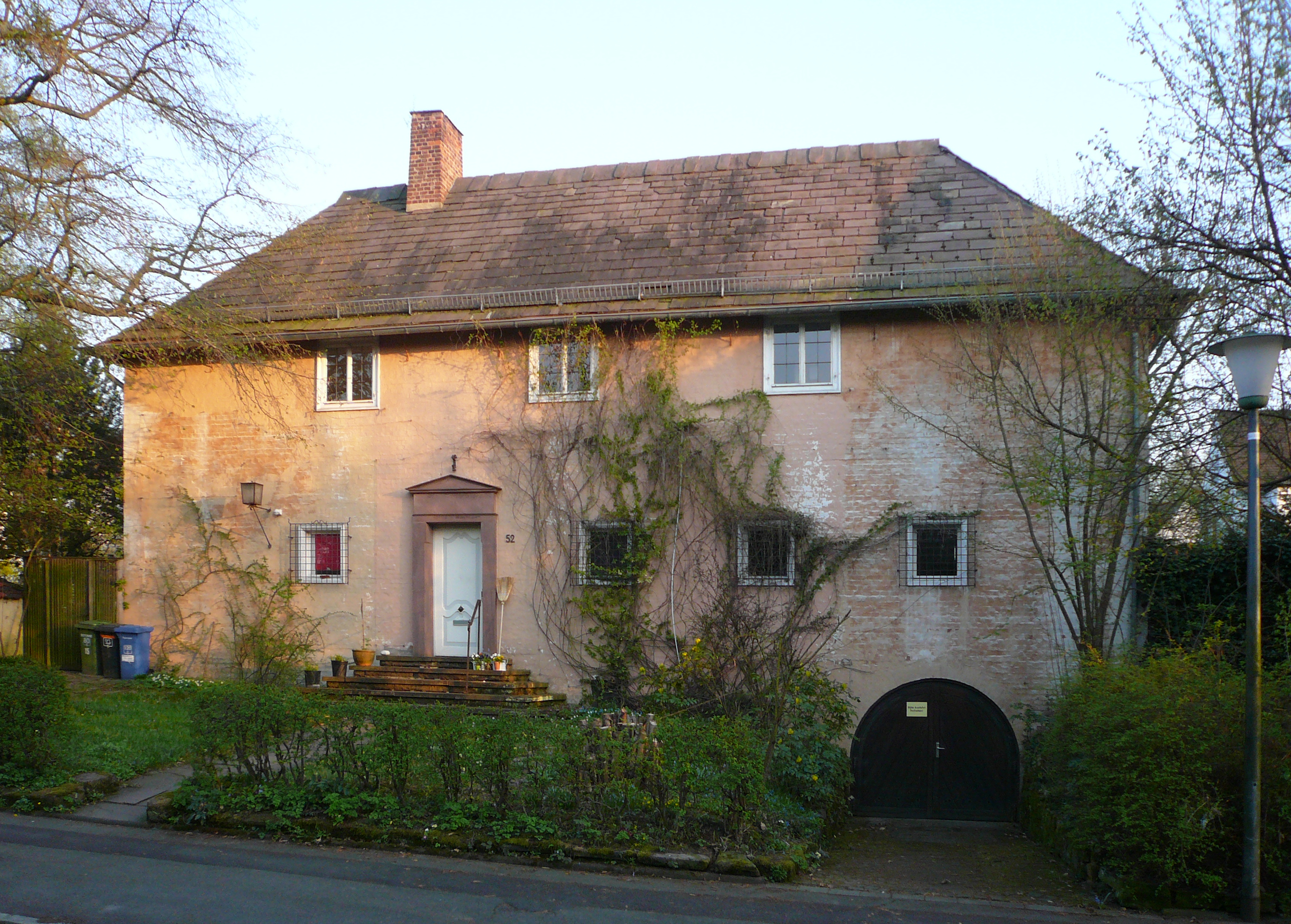
Brandis Wohn- und Atelierhaus in Göttingen, Rohnsweg 52, erbaut 1937 (Aufnahme 2009)

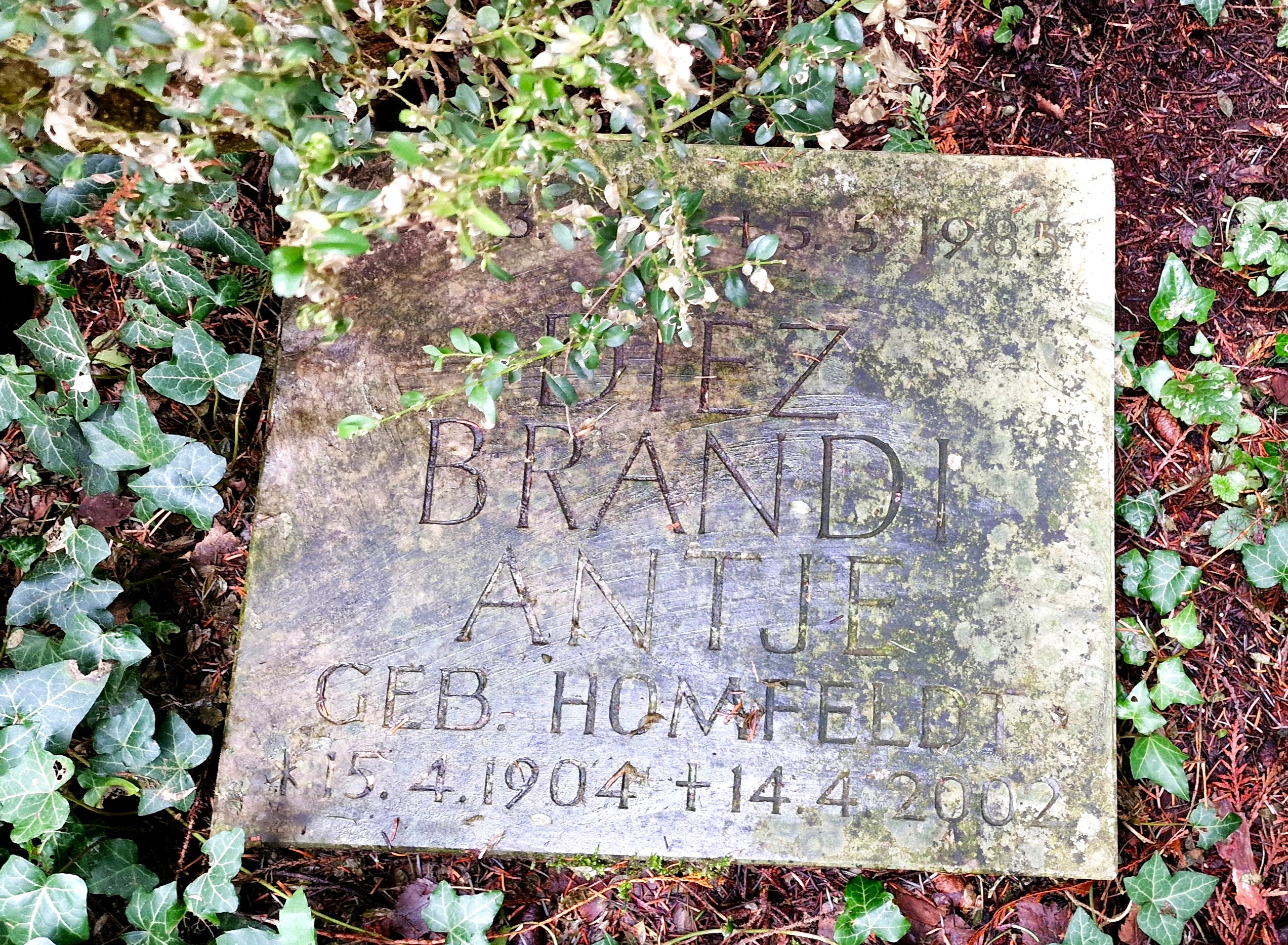
Grabplatte Diez Brandi auf dem Stadtfriedhof Göttingen

1933 übersiedelte Brandi nach Göttingen und nahm noch im selben Jahr an einer Architekturausstellung der „Vereinigung Göttinger Kunstfreunde“ teil. In Göttingen errichtete er, inzwischen SA-Mitglied (1933–34), ab 1933 eine Kleinsiedlung für den örtlichen Spar- und Bauverein auf dem Egelsberg eine „weitgehend dem Stil des Massenwohnbaus im ‚Dritten Reich‘ verpflichtete“ (Reinhard Müller) Fliegerhorstsiedlung sowie „relativ komfortable, aber bezeichnenderweise keineswegs luxuriöse Professorenhäuser“ im vornehmen Göttinger Ostviertel. Es sollte noch vier Jahre dauern, bis Brandi dort 1937 sein eigenes Wohn- und Atelierhaus (Rohnsweg 52) errichten konnte. Am 22. Juni 1937 beantragte er die Aufnahme in die NSDAP und wurde rückwirkend zum 1. Mai desselben Jahres aufgenommen (Mitgliedsnummer 4.890.338). Diez Brandi war von 1933 bis 1945 in unterschiedlichen Funktionen Mitglied nationalsozialistischer Organisationen, u. a. der Reichskammer der bildenden Künste, und als Bauplaner bei der Reichsstelle für Hochfrequenzforschung tätig.
Mit der Berufung auf den Lehrstuhl für Architekturentwurf an der „Deutschen Technischen Hochschule Prag“ erreichte Brandis Karriere 1940 ihren Höhepunkt. Bereits 1943 gab er diese Position jedoch unter ungeklärten Umständen wieder auf. Während eine Quelle Streitigkeiten mit der lokalen Parteiführung nennt, verweist eine weitere Quelle auf die unklare Herkunft dieser Information und deutet an, Brandis unmittelbar folgende Tätigkeit für Abraham Esau, Professor für Militärtechnik und Bevollmächtigter für Hochfrequenzforschung könnte ursächlich gewesen sein.
Nach kurzer Kriegsgefangenschaft kehrte Brandi 1946 nach Göttingen zurück, wo er sein Architekturbüro fortführte, das sich durch gewonnene Architektenwettbewerbe und Kirchenneubauten (vgl. Werkverzeichnis) einen Namen machte. Neben den Kirchen gelten als Hauptwerke Brandis das 1946–1949 erbaute Studentenwohnheim „Akademische Burse“ in Göttingen und das 1956–1958 erbaute Rathaus Aschaffenburg.
In Diez Brandis Büro war von 1959 bis 1963 auch sein Sohn Jochen tätig, der dann ein eigenes Architekturbüro in Göttingen gründete. Bei den Gartenplanungen Brandis war teilweise seine Frau Antje beteiligt.
Ab 1965 zog sich Diez Brandi aus dem Berufsleben zurück und fertigte Zeichnungen und Aquarelle mit Architekturmotiven seiner Auslandsreisen, insbesondere nach Italien.

## Titel, Ehrungen, Ausstellungen
Nach seinem Rückzug vom Lehrstuhl in Prag 1943 führte Diez Brandi lebenslang weiter den von Adolf Hitler persönlich verliehenen Professorentitel. Weitere Hochschultätigkeiten waren 1952 eine Gastprofessur an der Teknik Üniversitesi in Istanbul und 1952–54 ein Lehrauftrag am Kunsthistorischen Institut der Universität Göttingen (zweistündige Vorlesung „Einführung in die Aufgaben der modernen Architektur“).
Brandi war seit 1951 Mitglied der Bayerischen Akademie der Schönen Künste.
Zu Leben und Werken von Diez Brandi gab es Ausstellungen im Städtischen Museum Göttingen (1991) und in der Staats- und Universitätsbibliothek Göttingen (2002).

## Werkliste
Das im Folgenden aufgelistete, architektonische Werk von Diez Brandi ist bisher nicht monographisch erforscht und daher eine vorläufige Übersicht im weiteren Aufbau.
- 1930–1935: evang. Emmaus-Kirche in Berlin-Zehlendorf, Onkel-Tom-Straße 80
- um 1933: Wohnsiedlung Egelsberg (Bau- und Sparverein) in Göttingen[8]
- 1933–1935: mehrere Professorenhäuser in Göttingen-Ostviertel[7][18][19][20]
- 1936/37: Entwurf zu einem „Festhaus Göttingen“ in Göttingen, Albaniplatz, früher „Adolf-Hitler-Platz“ (nicht ausgeführt)[21][22][23][24]
- 1936–1937: Fliegerhorstsiedlung in Göttingen (Pfalz-Grona-Breite usw.)[25]
- 1937: Hölzerne Festhalle zum 200. Gründungsjubiläum der Universität Göttingen, Albaniplatz, früher „Adolf-Hitler-Platz“, danach abgebaut und nach Kassel verkauft[26]
- 1937: Eigenes Wohn- und Atelierhaus in Göttingen-Ostviertel, Rohnsweg 52 (mit Anbauten bis 1952)[27][10][28][29]
- 1946–1953: Akademische Burse (Studentenwohnheim) in Göttingen, Goßlerstraße 13, sechs Bauabschnitte[30][31][32]
- 1947: Wettbewerbsentwurf für den Wiederaufbau der Innenstadt von Kassel (2. Preis)[33]
- 1950: Sparkassenneubau anstelle des kriegszerstörten Wedekindhauses in Hildesheim, Marktplatz,[34][35] 1983 abgebrochen
- 1950: Haus Martius (Heinrich Martius) in Göttingen-Ostviertel, Bismarckstraße 4[36][37]
- 1951–1952: evang. Friedenskirche in Göttingen-Weststadt, Auf dem Hagen 21, Glockenturm 1958 ergänzt[38]
- 1953: evang. Christuskirche mit Gemeindehaus in Göttingen, Friedrich-Naumann-Straße 68[39][40]
- 1953: Wohnhaus Bethe, Obere Karspüle 28 in Göttingen[41]
- 1953–1956: Wiederaufbau der evang. Auferstehungskirche in Bad Oeynhausen, Von-Moeller-Straße 1a
- 1954–1956: älteres Gemeindehaus der evang. St.-Marien-Kirche in Göttingen-Innenstadt, Neustadt 21[42]
- 1955–1957 (Wettbewerb 1954): Herman-Nohl-Schule (ursprünglich „Südschule“) in Göttingen, Immanuel-Kant-Straße 44b[43][44][45][46] mit Jochen Brandi[3]
- 1956–1958 (Wettbewerb 1948/1949): Rathaus in Aschaffenburg, Dalbergstraße 15[47][48][49][50][51][52] seit 1991 denkmalgeschützt[53]
- 1957: Hanseschule in Lübeck, Fischstraße 8–10[3]
- 1957: Studentenwohnheim „Forum“ in Göttingen-Oststadt, Brüder-Grimm-Allee 57[54]
- 1957–1960, evang. Markuskirche in Kassel, Südstadt, Richard-Wagner-Straße 8[55][56]
- 1957–1962: evang. Kreuzkirche in Göttingen, Immanuel-Kant-Straße 46[57][58][59]
- 1960–1962: Philipp-Scheidemann-Haus (Nordstadtzentrum) in Kassel, Holländische Straße 74, mit Jochen Brandi[60]
- 1962–1966: evang. St.-Michael-Kirche in Detmold-Hiddesen, Im Kampe 16[61]
- 1963–1966 (Unterbrechung 1964–1965): evang. Stephanuskirche in Göttingen-Geismar, Himmelsruh 17, nach Wettbewerb von 1962[62][63][64][65]
- 1965: Deutsche Kriegsgräberstätte Motta Sant’Anastasia bei Catania auf Sizilien (Italien)[11]
- 1965–1966: Evangelisch-reformierte Kirche in Detmold-Pivitsheide V. L., Albert-Schweitzer-Straße 80
- vor 1966: Jugendfreizeitheim in Göttingen, Godehardstraße; nach Architekturwettbewerb von 1960[66]
- vor 1966: Studentenwohnheim „Reformiertes Studienhaus“ (heute Evangelisches Studienhaus) in Göttingen, Obere Karspüle 30[67]
- 1967: Deutsche Kriegsgräberstätte Cannock Chase bei Cannock (England),[11] mit Harold Doffman und Peter Leach[3]

Bildergalerie: Werke von Diez Brandi
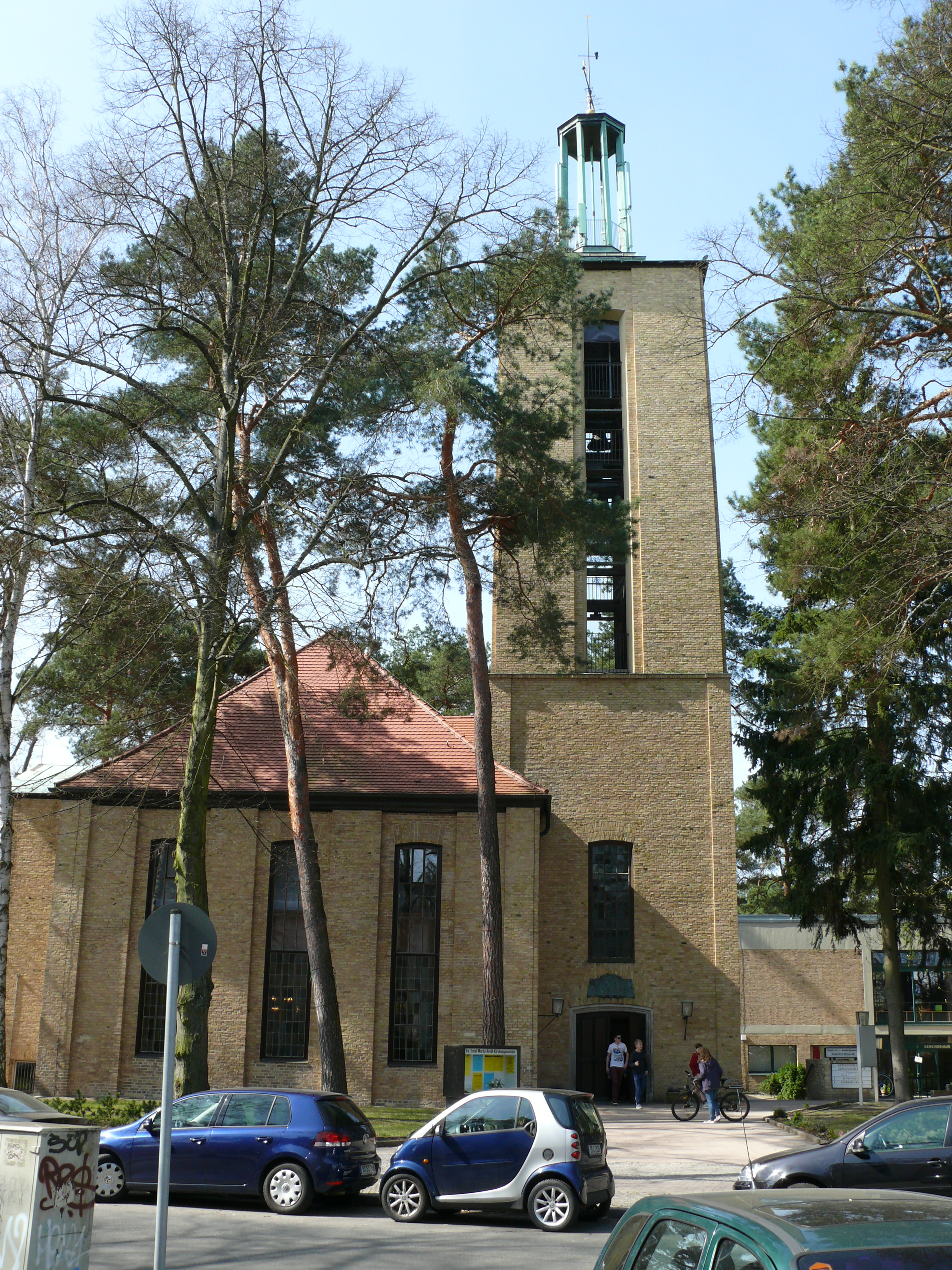
Berlin-Zehlendorf, ev. Ernst-Moritz-Arndt-Kirche, erbaut 1930–1935 (Aufnahme 2013)
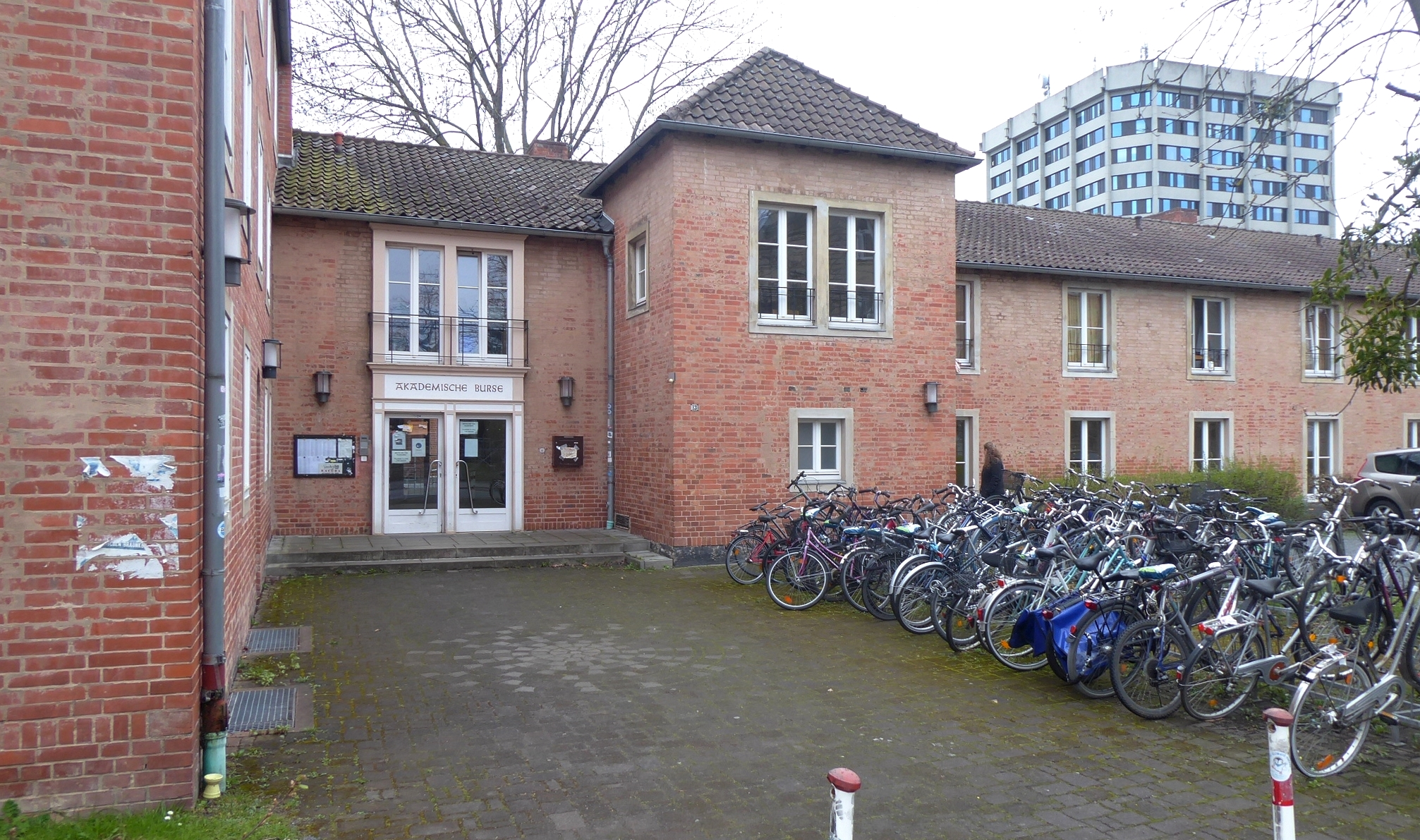
Göttingen, Goßlerstraße 13, Akademische Burse, erbaut 1946–53 (Aufnahme 2021)
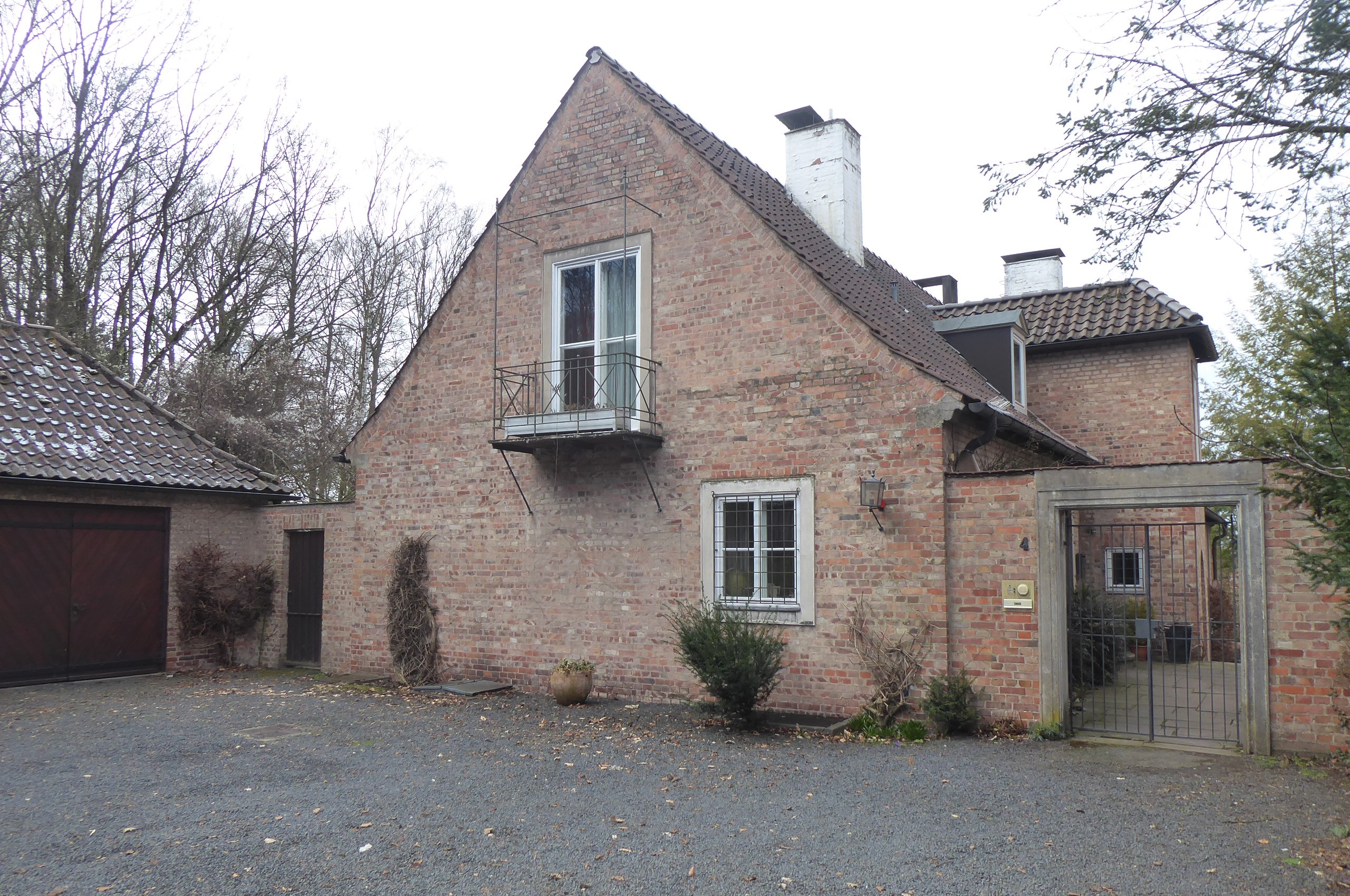
Göttingen-Ostviertel, Bismarckstraße 4, Haus Martius, erbaut 1950 (Aufnahme 2021)
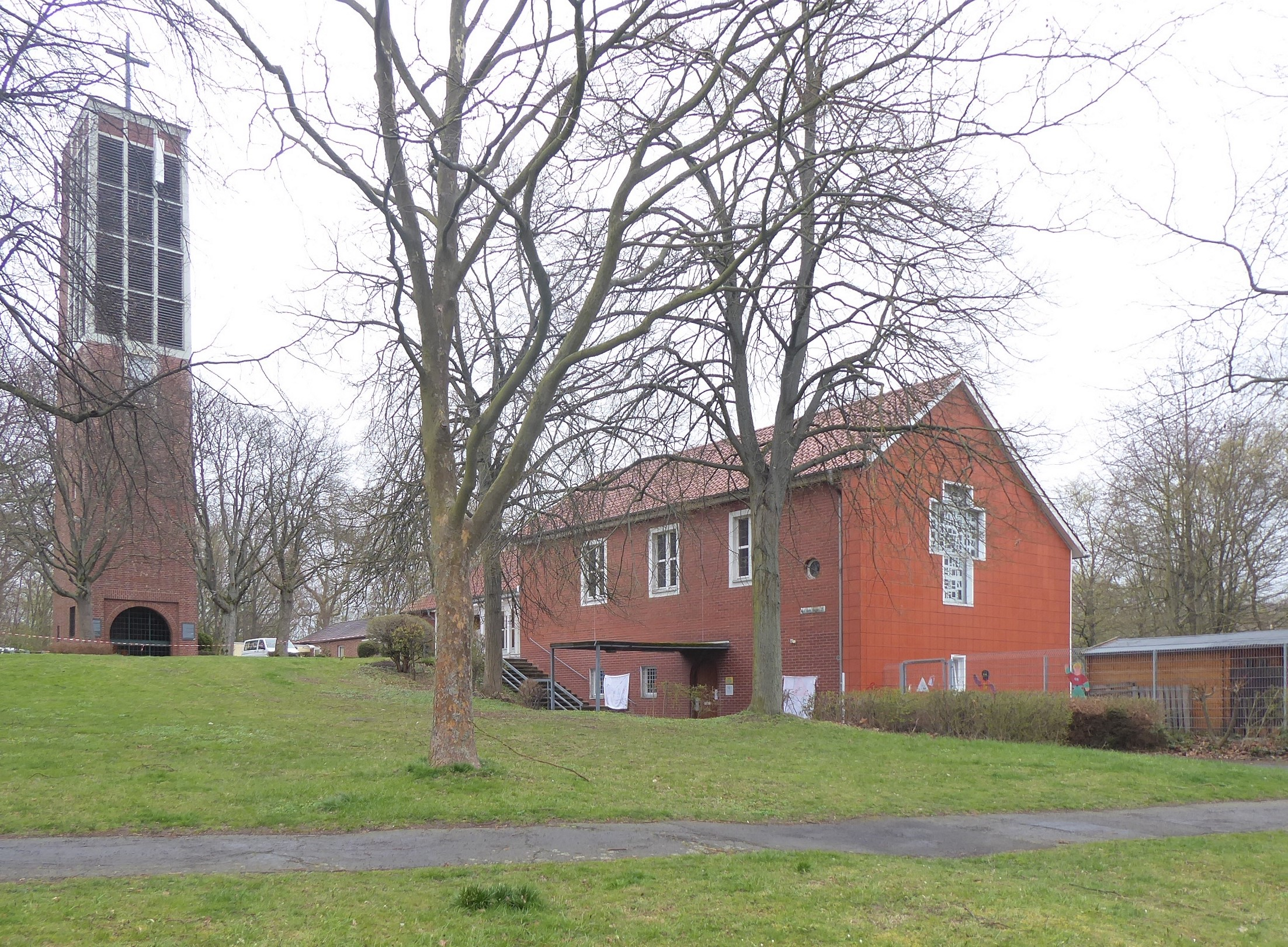
Göttingen-Weststadt, ev. Friedenskirche; links der jüngere Campanile des Architekten Hans Hautsch (Aufnahme 2021)
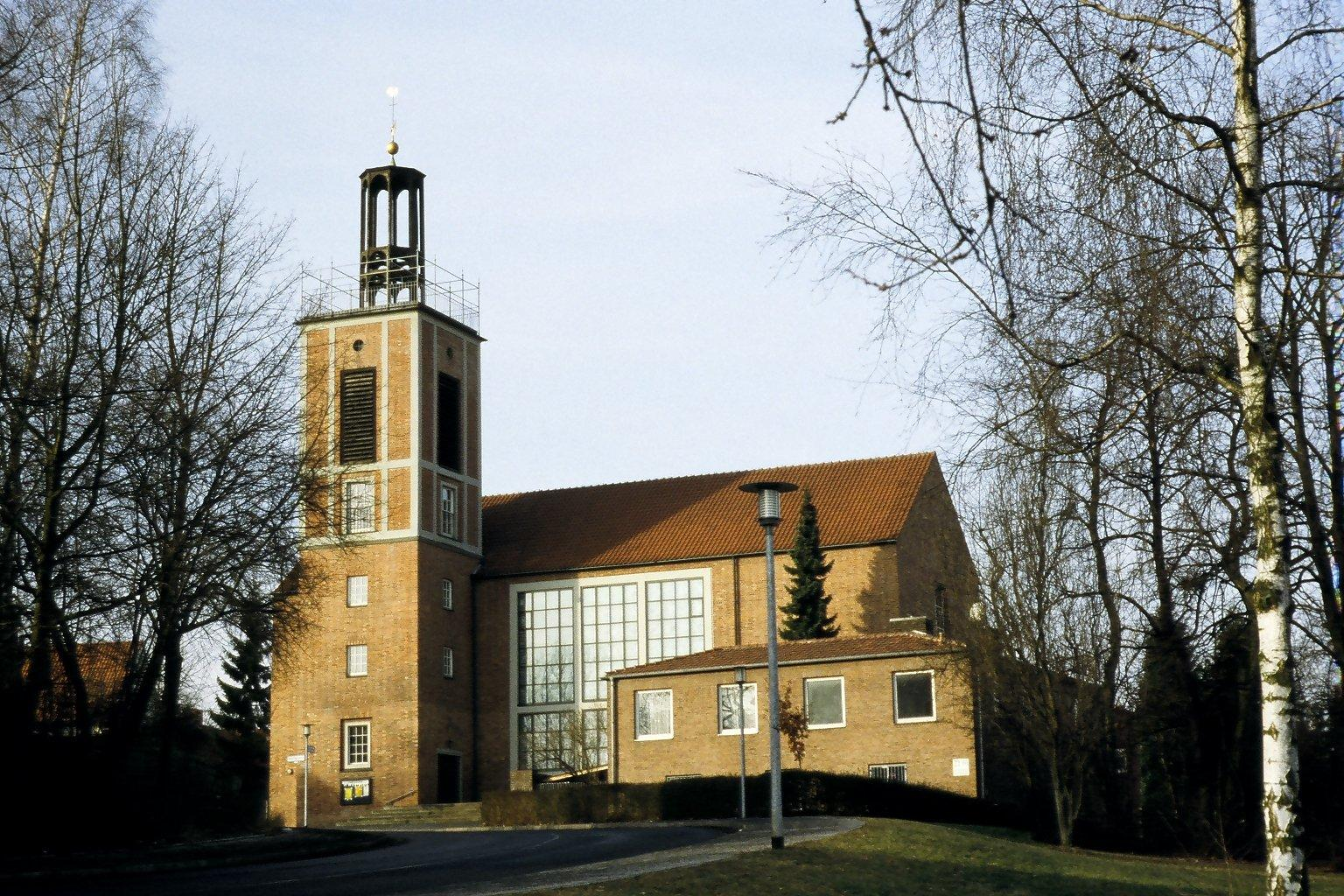
Göttingen, ev. Christuskirche, erbaut 1953 (Aufnahme 2003)
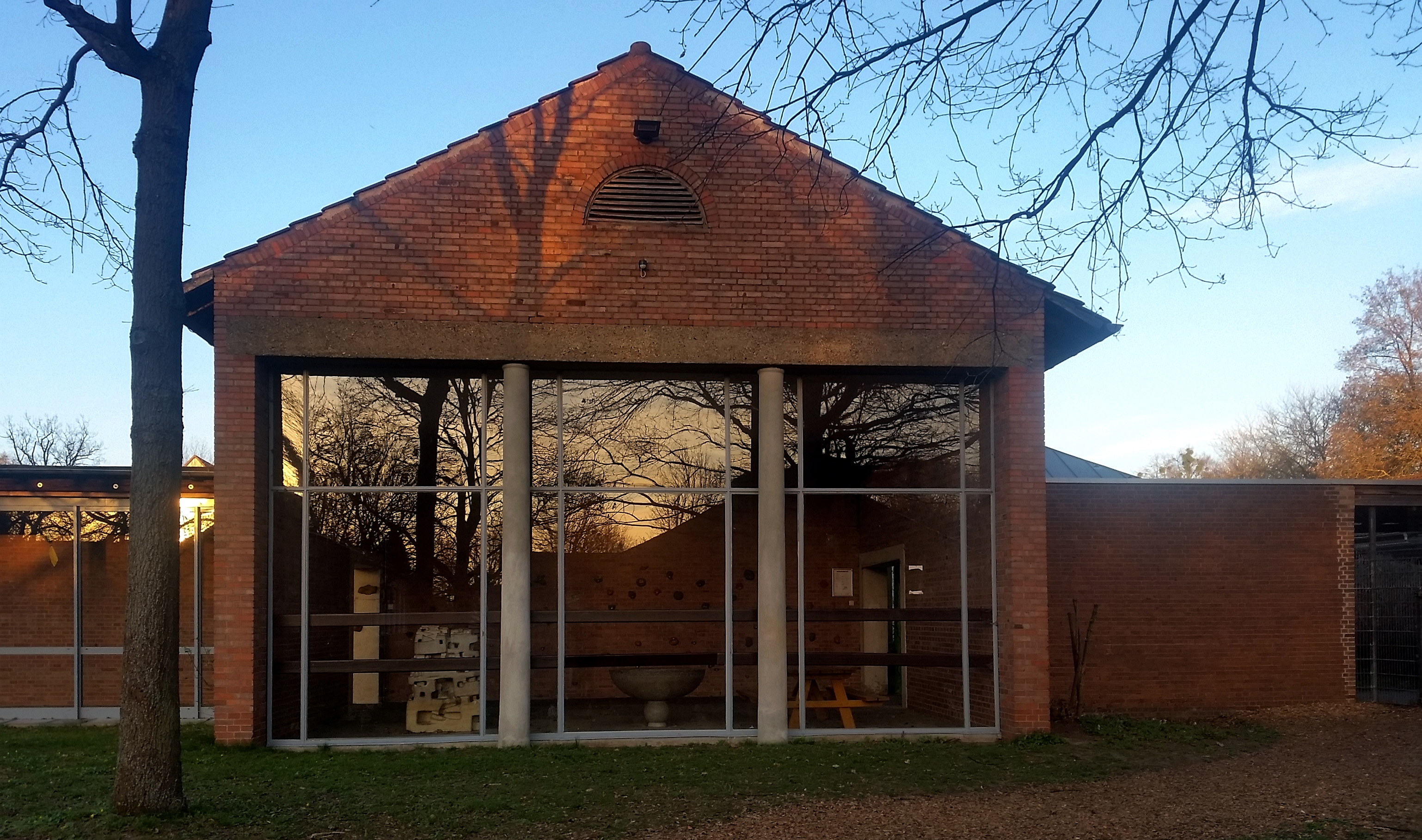
Göttingen, Herman-Nohl-Schule, erbaut 1955–57 (Aufnahme 2021)
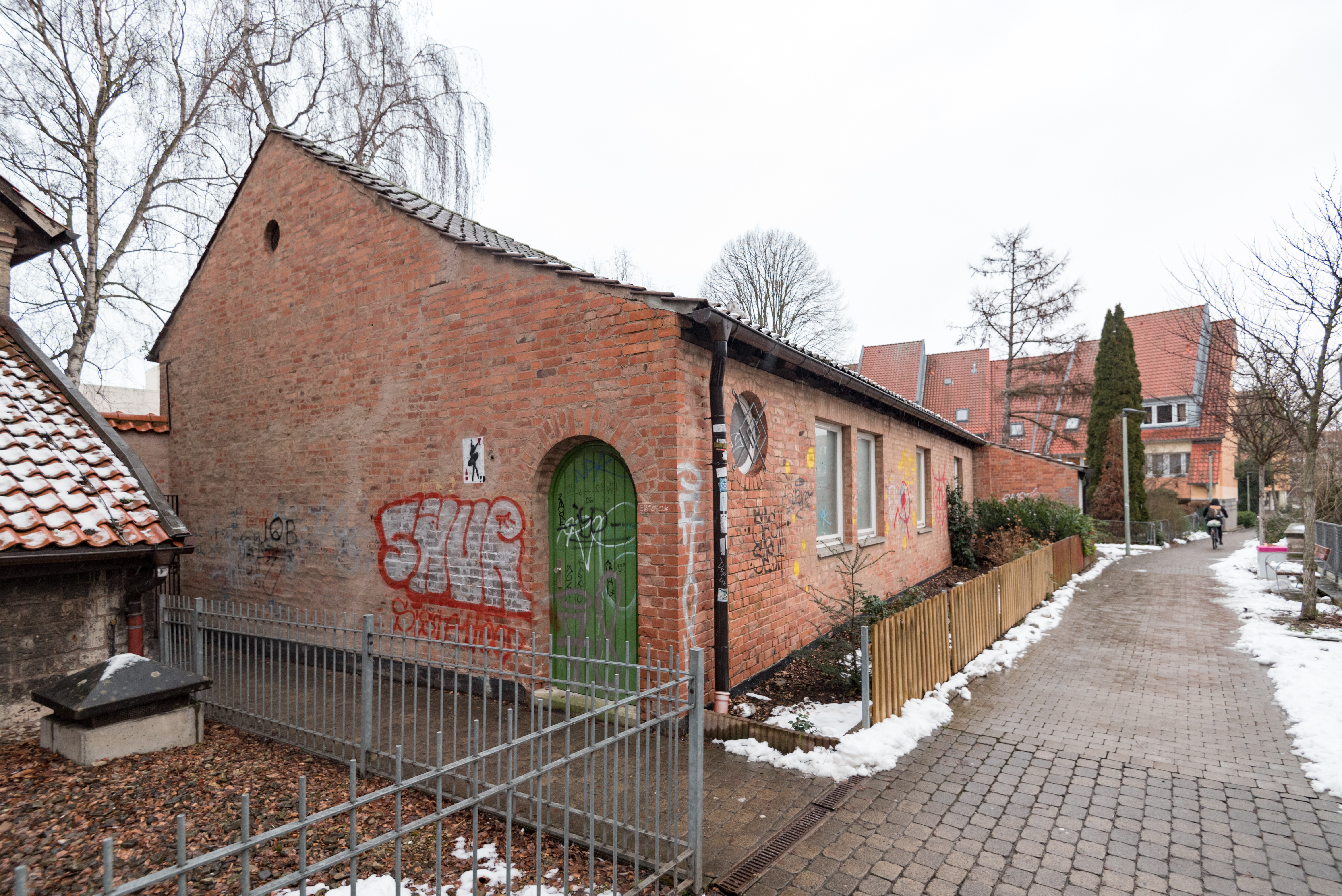
Göttingen-Innenstadt, Neustadt 21, älteres Gemeindehaus der ev. St. Marienkirche, erbaut 1950er-Jahre (Aufnahme 2018)
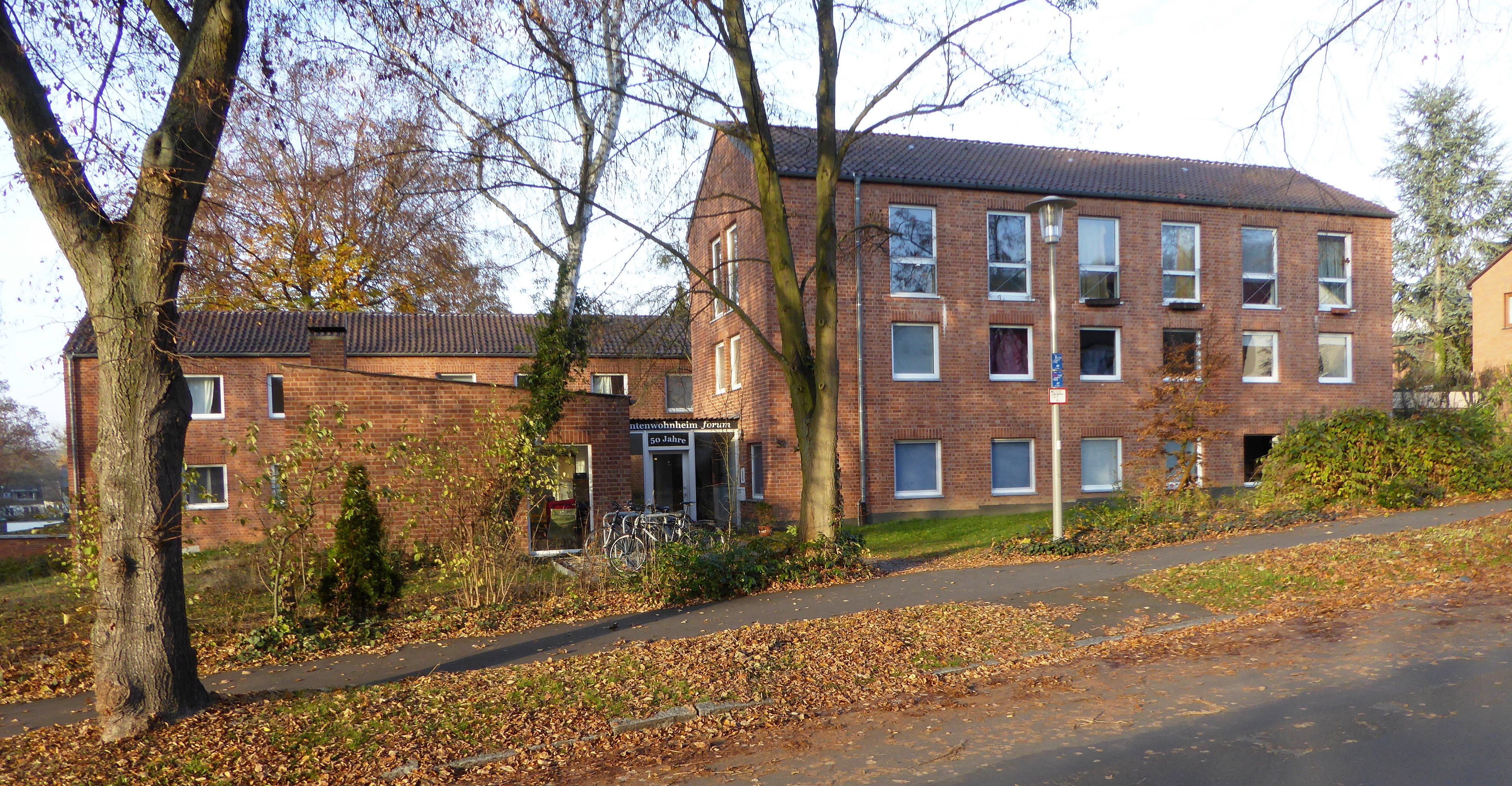
Göttingen-Oststadt, Brüder-Grimm-Allee 57, Studentenwohnheim „Forum“, erbaut 1957 (Aufnahme 2016)
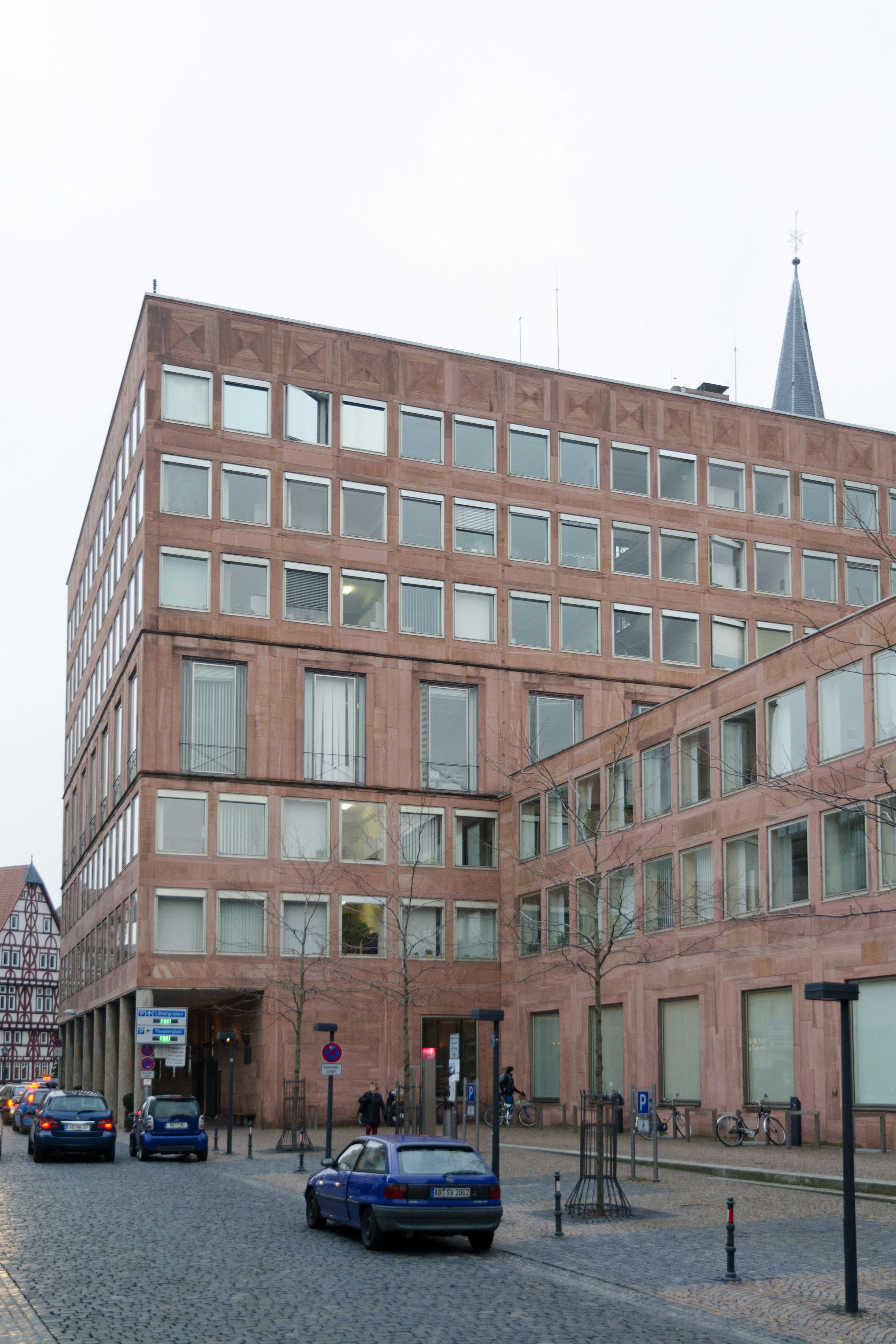
Aschaffenburg, Rathaus, erbaut 1956–58 (Aufnahme 2013)
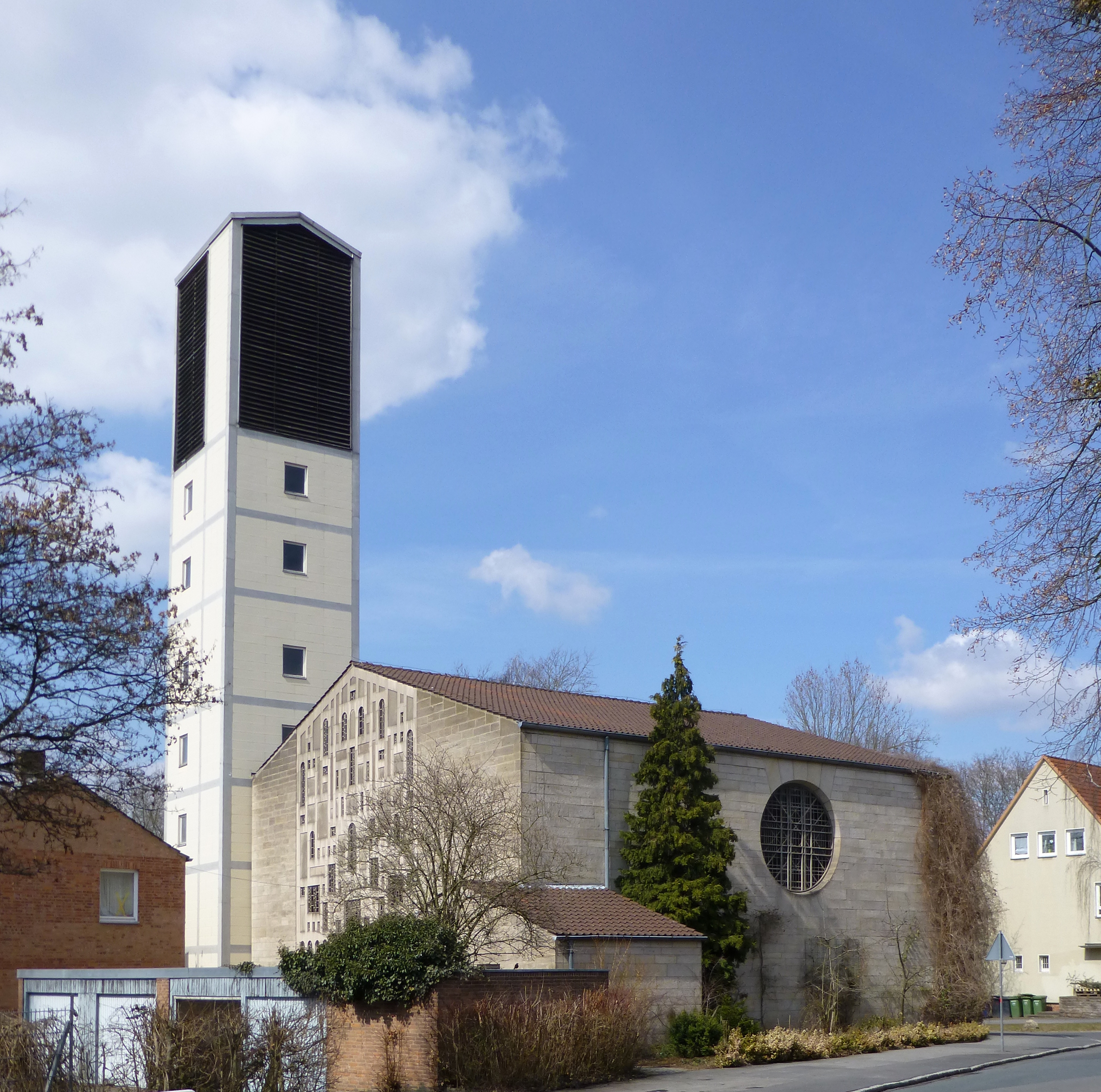
Göttingen, ev. Kreuzkirche, erbaut 1957–62, (Aufnahme 2013)
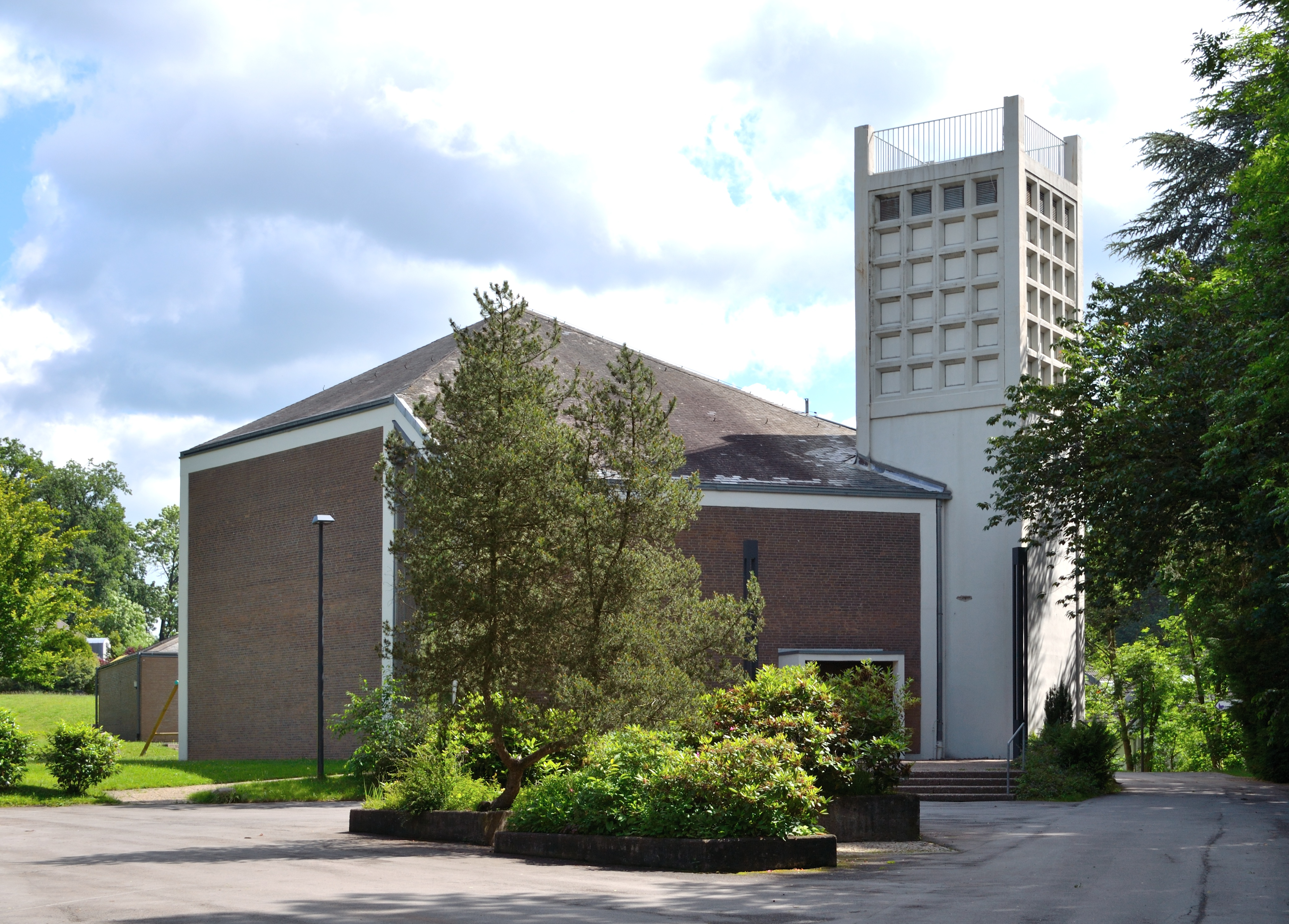
Detmold-Hiddesen, ev. St. Michael-Kirche, erbaut 1962–66 (Aufnahme 2012)
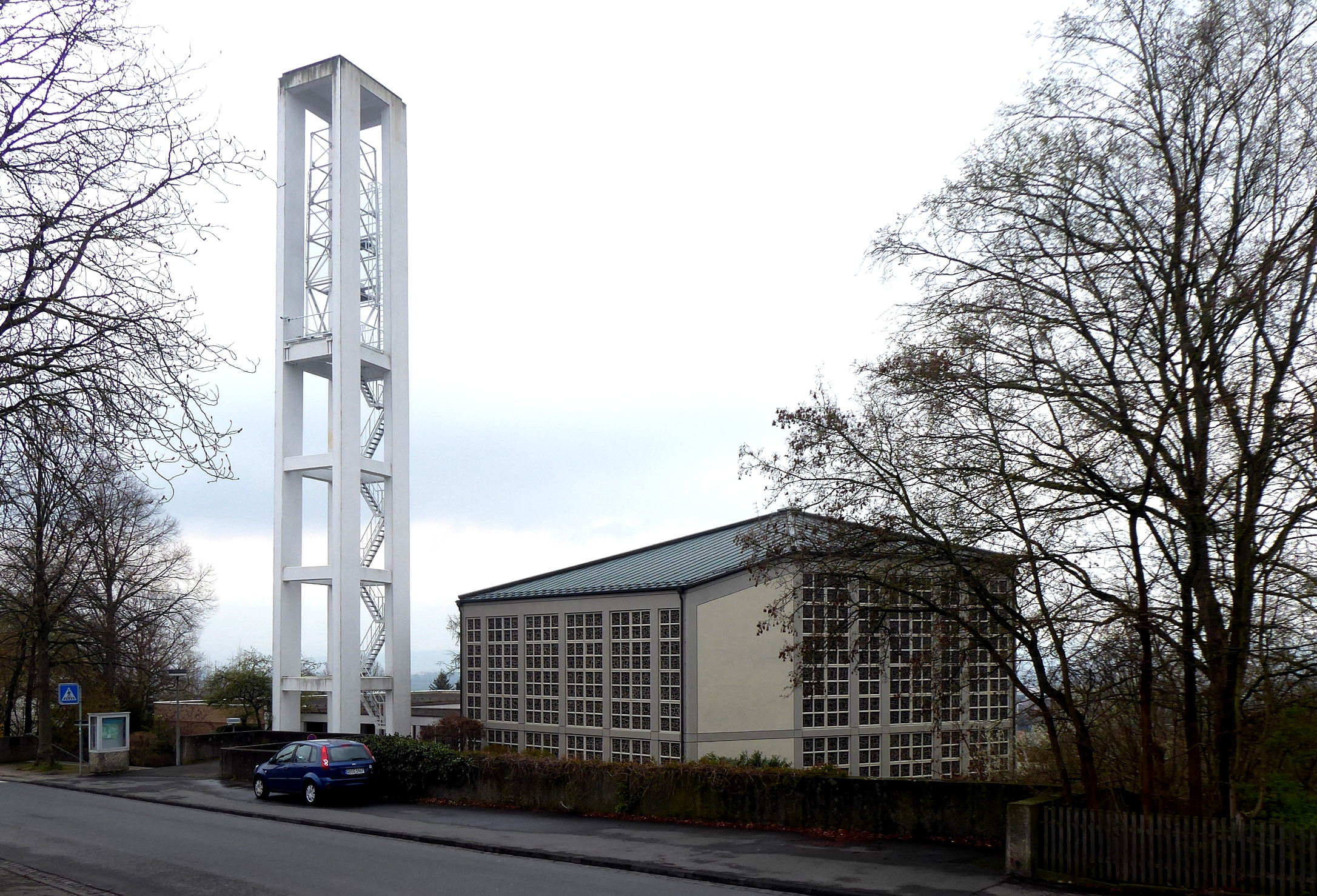
Göttingen-Geismar, ev. Stephanuskirche, erbaut 1963–66 (Aufnahme 2021)
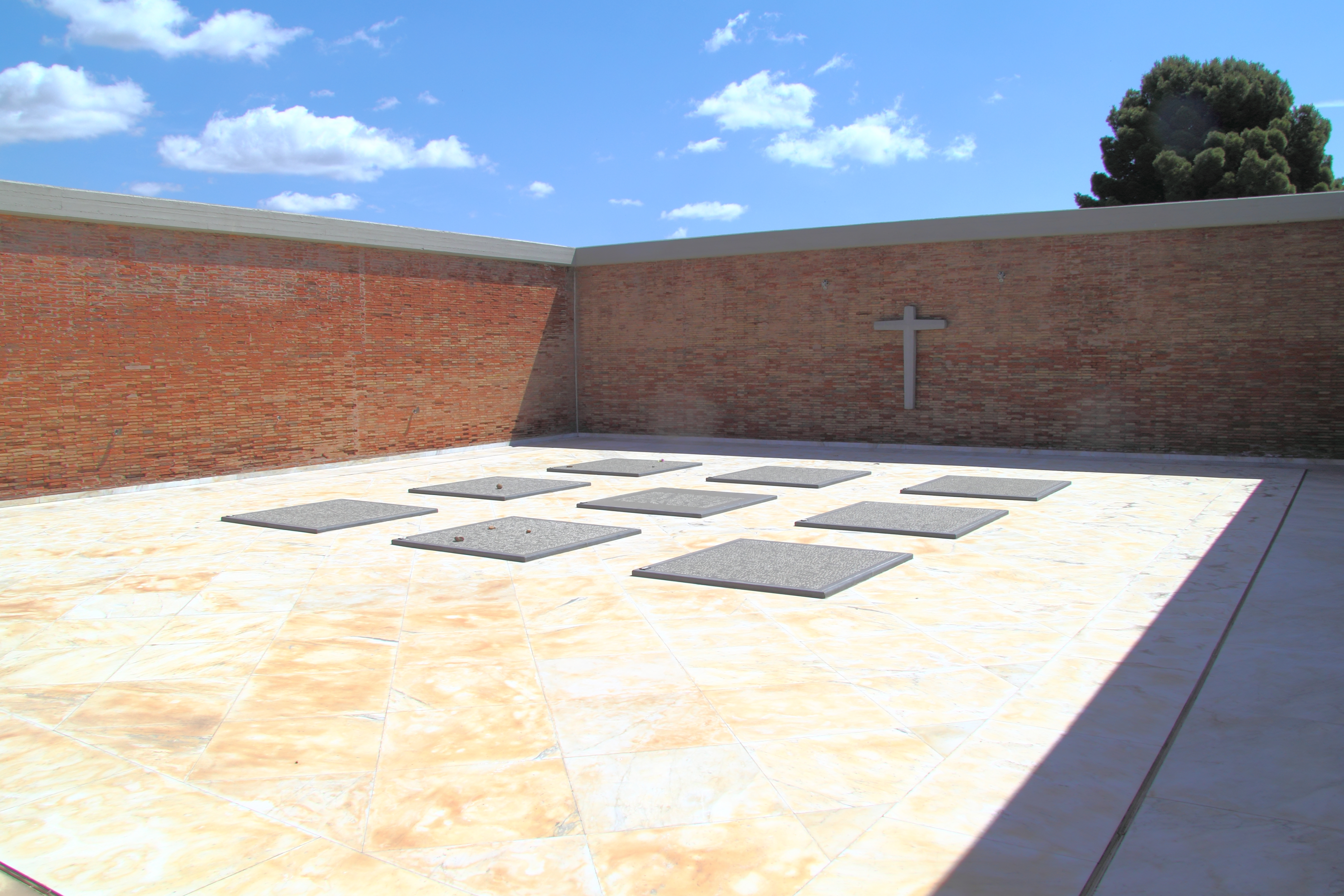
Motta Sant’ Anastasia (Sizilien), Soldatenfriedhof, erbaut 1965 (Aufnahme 2017)
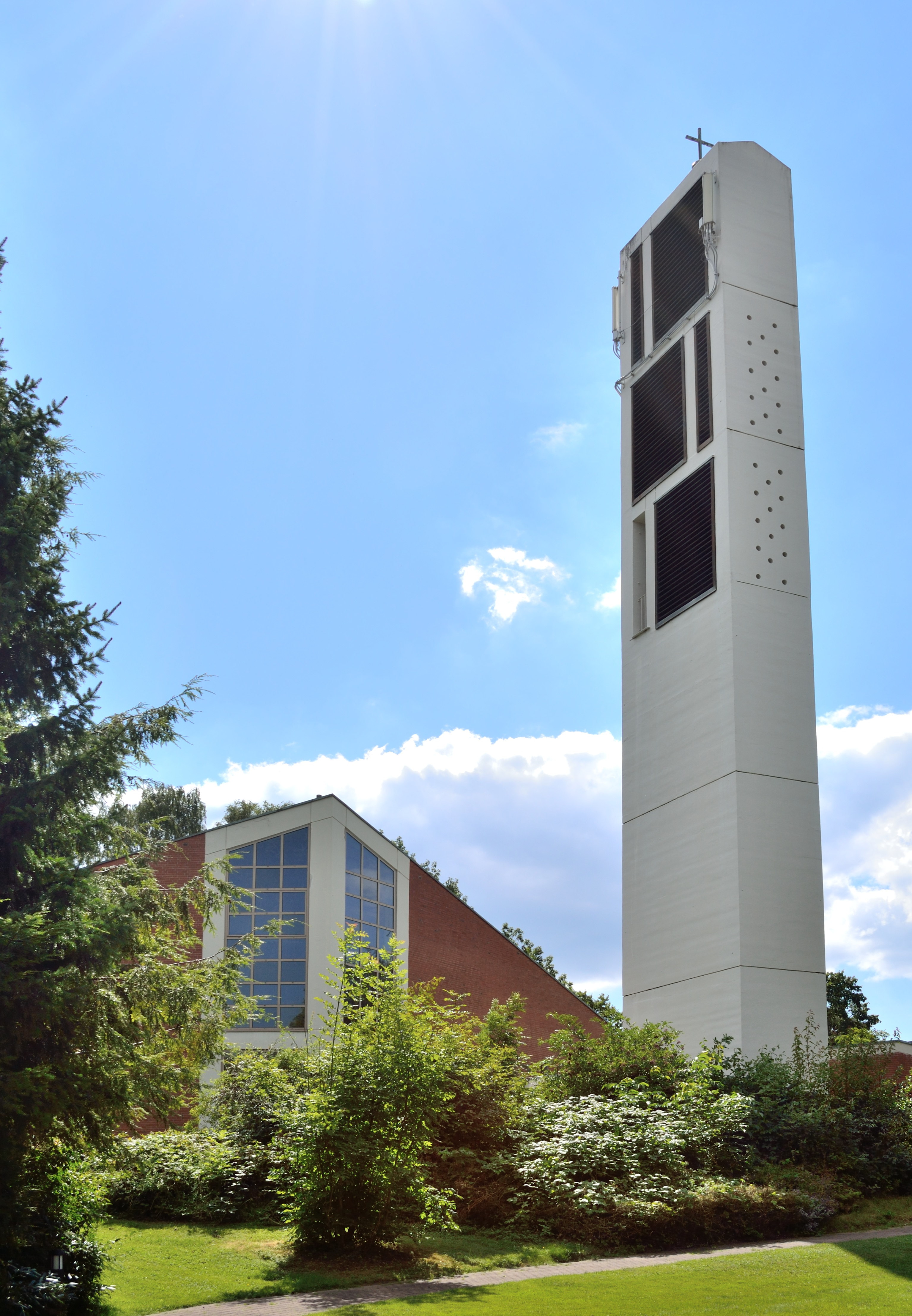
Detmold-Pivitsheide V. L., ev.-ref. Kirche, erbaut 1965–66 (Aufnahme 2012)

## Schrift
- Engelbert Plassmann: Karl Brandi (1868–1946). Zur 25. Wiederkehr seines Todestages. Ein Vortrag, gehalten von Engelbert Plassmann. Mit einem Geleitwort von Diez Brandi. Schürmann & Klagges, Bochum 1972.